# Sarcopteryx acuminata
Sarcopteryx acuminata är en kinesträdsväxtart som beskrevs av Sally T. Reynolds. Sarcopteryx acuminata ingår i släktet Sarcopteryx och familjen kinesträdsväxter. Inga underarter finns listade i Catalogue of Life.